# Isoneuromyia completa
Isoneuromyia completa är en tvåvingeart som beskrevs av Xu, Cao och Neal L. Evenhuis 2007. Isoneuromyia completa ingår i släktet Isoneuromyia och familjen platthornsmyggor. Inga underarter finns listade i Catalogue of Life.